# 1931
1931 (MCMXXXI) fue un año común comenzado en jueves según el calendario gregoriano.

## Acontecimientos

### Enero
- 2 de enero: en Panamá, el presidente Florencio Harmodio Arosemena es destituido por el movimiento nacionalista Acción Comunal Patriótica.[1]
- 3 de enero: en Ciudad Juárez (México) empiezan a ingresar repatriados desde Estados Unidos debido a la crisis en ese país. Hasta diciembre regresarán 38 688 mexicanos.
- 4 de enero: se celebran elecciones en Bolivia, eligiendo como próximo presidente a Daniel Salamanca.
- 14 de enero: en el estado mexicano de Oaxaca se registra un fuerte terremoto de 8,0 que deja 114 muertos.
- 22 de enero: entre las islas Canarias y la península ibérica empieza a funcionar el servicio telefónico.
- 24 de enero: en Cirenaica (Sahara) las brigadas invasoras italianas conquistan el oasis de Kufra.
- 26 de enero: el lider nacionalista Gandhi es puesto en libertad tras varios meses en la cárcel, junto con algunos otros líderes nacionalistas, como prueba de buena voluntad por parte del virrey Lord Irwin durante las negociaciones.[2]
- 27 de enero: en Francia, Pierre Laval se convierte en primer ministro.
- 28 de enero: en Birmania se registra un fuerte terremoto de 7,6 que causa numerosas fisuras y grietas.

### Febrero
- 3 de febrero: en Nueva Zelanda, un terremoto de 7,8 destruye varias ciudades y causa la muerte de 256 personas.
- 3 de febrero: en Roma es detenido el anarquista Michele Schirru acusado de planear el asesinato del presidente Benito Mussolini.[3]
- 5 de febrero: en España se concede póstumamente el Premio Nacional de Literatura a Mauricio Bacarisse.
- 6 de febrero: en Estados Unidos se estrena la película Luces de la ciudad, de Charles Chaplin.
- 7 de febrero: en España se restablecen las garantías constitucionales y se convocan elecciones legislativas.
- 11 de febrero: en la Unión Soviética, el Gobierno ordena la movilización de los especialistas agrícolas para que trabajen gratuitamente durante dos meses en las fincas colectivizadas.
- 12 de febrero: en Tokio, Japón la transmisión de un partido de béisbol por cable al laboratorio de la Universidad de Waseda, es la primera emisión deportiva del mundo que se transmite por televisión.
- 13 de febrero: en la India invadida por Gran Bretaña, la capital pasa de Calcuta a Nueva Delhi (ya había sido nombrada capital el 12 de diciembre de 1911).
- 14 de febrero: en España, el general Dámaso Berenguer dimite como presidente del Gobierno seis días después de publicarse la convocatoria oficial de elecciones.
- 14 de febrero: en Guatemala llega al poder el militar Jorge Ubico Castañeda, que será dictador por los próximos 13 años.
- 15 de febrero: en Ciudad Juárez (México) un civil encuentra 25 bombas en un terreno cercano al panteón municipal. Una vez recogidas, la policía realizó su destrucción. El Gobierno afirmó que las bombas pertenecían a los «renovadores», que las habrían enterrado en su huida de la ciudad en abril de 1929.
- 16 de febrero: es elegido presidente de Finlandia el conservador Pehr Evind Svinhufvud tras vencer en la tercera vuelta de las  elecciones[4][5]
- 17 de febrero: el virrey de la India, Lord Edward W. Irving, se entrevista con Mahatma Gandhi, principal líder independentista.
- 18 de febrero: en España, el almirante Aznar forma nuevo Gobierno por encargo del rey Alfonso XIII.
- 21 de febrero: en España, el número de obreros parados asciende a unos 150.000.
- 21 de febrero: en Ciudad Juárez (México), el ayuntamiento en reunión extraordinaria declara el cese definitivo de Arturo N. Flores como presidente municipal, debido a que se separó de su cargo sin el permiso correspondiente.
- 22 de febrero: en Perú, la junta de gobierno encabezada por Sánchez Cerro, convoca a elecciones para formar una Asamblea Constituyente.
- 22 de febrero: en España Francesc Macià vuelve a Barcelona desde Bélgica de su exilio desde 1923.
- 25 de febrero: en México, la empresa estadounidense de teléfonos Ericsson inaugura la nueva línea telefónica entre Ciudad Juárez y Chihuahua.
- 26 de febrero: en el Reino Unido, el diputado laborista Oswald Mosley, que ya había dimitido de su cargo en el gobierno un año antes, debido a disputas con el Canciller de la hacienda Philip Snowden,[6] rompe definitivamente con el Partido Laborista y funda su propio partido, el New Party,[7] de tendencia proteccionista.[8]
- 28 de febrero: en Bolivia, se funda la Cámara Nacional de Industrias del país.

### Marzo
- 1 de marzo: Francia e Italia firman un acuerdo naval que para limitar los armamentos navales de ambas potencias. Este acuerdo complementa el Tratado naval de Londres firmado por las otras potencias el año anterior.[9]
- 1 de marzo: en Peru, tras varias revueltas por todo el país, el presidente Luis Miguel Sánchez Cerro dimite.[10]
- 2 de marzo: en Estados Unidos, la canción The Star Spangled Banner se convierte oficialmente en el himno nacional de ese país.
- 3 de marzo: en España se constituye el partido Centro Constitucional, formado por Cambó y el duque de Maura, entre otros.
- 5 de marzo: el virrey de la India Lord Irwin y el lider independentista Gandhi llegan a un acuerdo [11] por el que se suspende la resistencia pasiva a cambio de la liberación de los prisioneros independentistas y la eliminación de algunos impuestos.[12]
- 15 de marzo: en Buenos Aires se funda el Club Atlético Correos y Telégrafos, predecesor del actual Club Comunicaciones.
- 16 de marzo: en Terranova, el vapor noruego SS Viking[13] estalla durante la grabación de una película,[14] muriendo 26 personas de entre la tripulación y trabajadores de la película, incluendo el director Varick Frissell.[15] Se trata de la mayor catástrofe de la historia del cine.[16]
- 21 de marzo: Alemania y Austria firman un preacuerdo de Unión aduanera, proyecto que genera gran oposición por parte de la mayoría del resto de países, especialmente Francia.[17]
- 23 de marzo: en España se concede la libertad condicional para los firmantes del manifiesto revolucionario.
- 31 de marzo: se registra un terremoto de 6,1 en Managua, capital de Nicaragua, que deja más de 2.400 muertos e inicia un gran incendio.

### Abril
- 5 de abril: en España, se presentan las candidaturas de los 81 099 concejales en los 8943 distritos para las elecciones municipales del 12 de abril, y quedan proclamados automáticamente, según el artículo 29 de la ley electoral, 14 018 concejales monárquicos y 1832 republicanos.
- 12 de abril: en España, se realizan elecciones municipales que suponen la victoria republicana en 41 capitales de provincia. Aunque los resultados parciales favorecían a los monárquicos, la victoria republicana en las ciudades llevó a la crisis gubernamental que dio paso a la Segunda República.
- 14 de abril: en España se instaura la Segunda República Española tras las elecciones celebradas después de la dimisión del dictador Miguel Primo de Rivera (en enero de 1930), en las que los republicanos triunfaron en 41 de las 50 capitales de provincia. Ante el decidido impulso republicano en las ciudades, las Cortes Generales deponen a Alfonso XIII de España, quien huye del país. León será la primera localidad en que se ice la bandera republicana.
- 14 de abril: a lo largo del continente americano se celebra el primer Día de las Américas. Se eligió esta fecha porque el 14 de abril de 1890 se creó en la ciudad de Washington (Estados Unidos) la Unión Internacional de las Repúblicas Americanas (actual OEA), en que, mediante resolución de la Primera Conferencia Internacional Americana (celebrada en el Distrito de Columbia, entre octubre de 1889 y abril de 1890)
- 14 de abril: en Málaga, grupos de obreros y anarquistas derriban la estatua del Monumento al Marqués de Larios, arrojándola al mar y sustituyéndola por una de un trabajador.
- 14 de abril: en España se funda el Granada Club de Fútbol.
- 15 de abril: en Estados Unidos termina la Guerra Castellammarese con el asesinato de Joe Masseria, dejando brevemente a Salvatore Maranzano como capo di tutti i capi (jefe de jefes) indiscutible en el gobierno de la mafia estadounidense.
- 17 de abril: en España es abortado por el gobierno provisional la República Catalana tras negociaciones con su líder Francesc Macià.[18]
- 22 de abril: en Madrid (España) se inaugura el Aeropuerto de Madrid-Barajas.
- 27 de abril: en la frontera entre Armenia y Azerbaiyán, un terremoto de 6,5 deja 2.890 muertos.

### Mayo
- 1 de mayo: en Nueva York, el presidente Herbert Hoover inaugura el Empire State Building.
- 4 de mayo: en Turquía, Kemal Ataturk es reelecto presidente.
- 6 de mayo: en el Teatro Colón (Ciudad de México) se estrena El águila y el nopal, la primera película hablada, cantada y bailada que se produjo en ese país.
- 7 de mayo: el cardenal Pedro Segura se declara enemigo de la república y llama a sus fieles a combatirla con todos los medios, lo que originará que el gobierno lance una queja ante la Santa Sede exigiendo la destitución del cardenal.[19]
- 10 de mayo: En España tiene lugar la quema de conventos e iglesias por parte de elementos anarquistas y republcanos.[20]
- 13 de mayo: en Francia es electo presidente Paul Doumer.
- 14 de mayo: en Italia, el director de orquesta Arturo Toscanini es golpeado por un grupo de fascistas por negarse a ejecutar el himno fascista Giovinezza (‘juventud’).
- 15 de mayo: se publica una Encíclica papal que se opone a la inclusión de principios socialistas en la educación.[21]
- 28 de mayo: en España se bota el Crucero Canarias de la Armada Española.

### Junio
- 7 de junio: Un fuerte terremoto de 6,1 sacude el mar del Norte frente a las costas de Reino Unido.
- 17 de junio: en Madrid se inaugura la plaza de toros de Las Ventas, llamada también La Monumental.
- 24 de junio: en Santa Fe (Argentina) se crea la Liga Santafesina de Fútbol.
- 27 de junio: en Sevilla tiene lugar el Complot de Tablada, una supuesta conspiración antirrepublicana liderada por Ramon Franco, que fue abortada por el general José Sanjurjo.[22]
- 28 de junio: primeras elecciones generales en la Segunda República Española que gana el PSOE.

### Julio
- 4 de julio: tiene lugar por toda España la  huelga de telefónica promovida por la CNT.[23]
- 7 de julio: en Kebili (Túnez) se registra la temperatura más alta en la Historia de ese país (y de todo el continente africano): 50,0 °C (131 °F).
- 8 de julio: en Ciudad Juárez (México), el Departamento de Salubridad gira una circular a todos los expendedores de artículos alimenticios, prohibiendo que utilicen papeles impresos como envoltura de sus productos, debido a que son conductores eficaces de enfermedades de la piel.
- 14 de julio: en España vuelve a funcionar el Congreso de los Diputados por primera vez desde 1923 (Excluyendo su uso como Asamblea Nacional Consultiva).[24]
- 16 de julio: en Etiopía, el emperador Haile Selassie firma la primera constitución de ese país.
- 27 de julio: en Chile, el dictador Carlos Ibáñez del Campo, deja el poder después de multitudinarias protestas en su contra.
- Julio a noviembre: en China, las inundaciones del río Yangzi, Amarillo y del Gran Canal de China dejarán un saldo de unos 4 millones de muertos y 23 millones de damnificados.[25]

### Agosto
- 11 de agosto: Un terremoto de 8,0 sacude el norte de Sinkiang, en China, dejando un saldo de 10.000 fallecidos.
- 16 de agosto: en la ciudad de Valentine (Texas) se registra un terremoto de 6,5, siendo el terremoto más poderoso jamás registrado en la historia de Texas.
- 19 de agosto: en Hankou (China), en el marco de las inundaciones de julio a noviembre, las aguas alcanzan su altura máxima (16 m).
- 19 de agosto: en Ciudad Juárez (México) la autoridad municipal ordena que todos los rótulos y anuncios estén escritos en español. En caso de que los interesados quieran hacerlo en inglés, podrán hacerlo pero con caracteres más pequeños. Quienes no cumplan con estas disposiciones serán multados.
- 22 de agosto: en Tolima (Colombia), se firma el acta oficial del trazado de la población de Herrera.
- 24 de agosto: el gobierno laborista de Ramsay MacDonald renuncia en la Gran Bretaña. Siendo reemplazado por una coalición de todos los partidos, incluido el laborista, conocida como Gobierno Nacional.
- 25 de agosto: en el este de China, el agua del Gran Canal de China arrastra durante la noche varios diques cerca del lago Gaoyou. Se ahogan unas 200 000 personas (que estaban durmiendo).[25] En los siguientes meses morirán (por las inundaciones y las enfermedades relacionadas) unas 4 millones de personas.[25]
- 31 de agosto: en México se empieza a publicar el periódico Voz del Norte, dirigido por Rodolfo Uranga.
- 31 de agosto: en Chile, los marinos de los buques de la Armada fondeados en Coquimbo se amotinan en las últimas horas de la noche, tomando el control de casi la totalidad de la naves de la escuadra y tomando presos a sus oficiales dando inicio a la Sublevación de la Escuadra.

### Septiembre
- 1 de septiembre: Sublevación de la Escuadra de Chile. Se produce un motín en los buques de la escuadra chilena que se extendió a otras reparticiones navales e incluso afectó a unidades del Ejército y de la Fuerza Aérea. Coquimbo.
- 4 de septiembre: Sublevación de la Escuadra de Chile. Se produce un tiroteo en el Regimiento Maipo entre los miembros del regimiento y carabineros debido a su apoyo a la Sublevación, generando una fuerte fractura en el ejército, Tras el intercambio de fuego el Maipo se rindió. Valparaíso.
- 5 de septiembre: Sublevación de la Escuadra de Chile. En la zona de entrada del "Apostadero Naval de Talcahuano", conocida como "Puerta de los Leones" se produce un combate entre los marineros y trabajadores del apostadero sublevados contra las fuerzas del Ejército, durando unas 8 horas de arduo combate, luego de eso los sitiados comunicaron su rendición, dejando 20 muertos y 35 heridos. Combate de La puerta de los leones.Talcahuano.
- 6 de septiembre: Sublevación de la Escuadra de Chile. La Fuerza Aérea chilena realiza un bombardeo a la escuadra para desmoralizar a los sublevados, deja al menos 2 muertos y varios heridos, además de 1 avión derribado y 1 submarino dañado. Coquimbo.
- 6 de septiembre: En las Honduras británica (actual Belice), pasa el huracán Honduras Británica, matando a 2,500 personas. Fue el segundo huracán más violento de Centroamérica, tras el Huracán Stan,en 2005.
- 7 de septiembre: Sublevación de la Escuadra de Chile. Los sublevados se rinden paulatinamente entregándose a las autoridades, al final del día los sublevados hicieron entrega total de la Escuadra al gobierno. Coquimbo.
- 10 de septiembre: en Belice sucede el peor huracán en la historia de deja un saldo de, al menos, 1500 víctimas.
- 10 de septiembre: en Estados Unidos es asesinado Salvatore Maranzano, dando lugar a la formación de las Cinco Familias principales de la Mafia estadounidense.
- 12 de septiembre: en Honduras Británica (Belice) un ciclón causa la muerte de más de 700 personas y centenares de heridos.
- 18 de septiembre: en el apartamento de Adolf Hitler (en alguna ciudad de Alemania) Geli Raubal es encontrada muerta a tiros.
- 18 de septiembre: en China, los invasores japoneses ocupan Manchuria.
- 23 de septiembre: México se une a la Sociedad de las Naciones.
- 25 de septiembre: la isla indonesia de Sumatra es sacudida por un terremoto de 7,3 y un posterior tsunami.
- 1 de octubre: en España, Clara Campoamor defiende el derecho al voto de las mujeres reconocido posteriormente por la Constitución al instaurar el sufragio universal, por primera vez en la historia de este país.

### Octubre
- 8 de octubre en Zacatecas se funda el municipio de Loreto Zacatecas
- 9 de octubre: en Andalucía (España) se producen los Sucesos de Gilena, uno de los primeros episodios violentos del campo andaluz.
- 12 de octubre: en Río de Janeiro (Brasil) se inaugura la estatua Cristo Redentor (o Cristo de Corcovado).
- 17 de octubre: en Estados Unidos, el gánster Al Capone es sentenciado a 11 años de prisión por evadir impuestos.
- 23 de octubre: en Paraguay, el gobierno liberal de José Patricio Guggiari, desata una sangrienta represión en contra del movimiento estudiantil que reclamaba medidas concretas para la defensa del territorio paraguayo, ante la inminente guerra del chaco.

### Noviembre
- 2 de noviembre: la fábrica de cemento La Cruz Azul fue puesta en manos de sus trabajadores
- 7 de noviembre: Mao Tsé Tung proclama la República Soviética de China.

### Diciembre
- 2 de diciembre: golpe de Estado en El Salvador. El Directorio cívico derroca y sustituye a Arturo Araujo; dando inicio a una sucesión de gobiernos militares que se prolongará hasta 1979.
- 4 de diciembre: en El Salvador, el Directorio cívico entrega la presidencia a Maximiliano Hernández Martínez, cuyo gobierno se prolongará hasta 1944.
- 5 de diciembre: la catedral de Cristo Salvador de Moscú fue destruida por un pedido de Iósif Stalin.
- 7 de diciembre: estreno en Nueva York de la película Arrowsmith, dirigida por John Ford y protagonizada por Ronald Colman.
- 10 de diciembre: Niceto Alcalá Zamora es electo presidente de la Segunda República Española.

### Sin fecha conocida
- México ingresa en la Sociedad de Naciones.
- España: en uno de los cerros de la capital de Palencia (Castilla y León) se erige la imagen de Jesús más alta de Europa, el Cristo del Otero.
- Japón establece estado títere de Manchukuo hasta 1932.

## Ciencia y tecnología
- 25 de abril: se patenta el Cine NIC.

## Nacimientos

### Enero
- 2 de enero: Toshiki Kaifu, político japonés (f. 2022).
- 5 de enero: 
  - Alvin Ailey, bailarín y coreógrafo estadounidense (f. 1989).
  - Alfred Brendel, pianista austriaco.
  - Robert Duvall, actor estadounidense.
  - Juan Goytisolo, escritor español (f. 2017).
- 10 de enero: Gonzalo Payo Subiza, geógrafo, topógrafo y matemático español (f. 2002).
- 16 de enero: Johannes Rau, presidente alemán (f. 2006).
- 17 de enero: James Earl Jones, actor estadounidense (f. 2024).
- 18 de enero: Chun Doo-hwan, presidente de Corea del Sur en 1980–1988 (f. 2021).
- 20 de enero: Birgit Finnilä, contralto sueca.
- 28 de enero: 
  - Lucía Bosé, actriz italiana (f. 2020).
  - Roxana Darín, actriz argentina (f. 2018).
- 29 de enero: Manuel "El Loco" Valdés, actor mexicano (f. 2020).

### Febrero
- 1 de febrero: 
  - Borís Yeltsin, político ruso (f. 2007).
  - Isabel Osca, actriz española (f. 2011).
- 4 de febrero: María Estela Martínez de Perón, presidenta argentina.
- 5 de febrero: Vicente Parra, actor español (f. 1997).
- 6 de febrero: Rip Torn, actor estadounidense (f. 2019).
- 8 de febrero: James Dean, actor estadounidense (f. 1955).
- 14 de febrero: 
  - René Abeliuk, abogado y político chileno (f. 2014).
  - Margarita Lozano, actriz española (f. 2022)
  - Laura Valenzuela, presentadora de TV, modelo y actriz española (f. 2023).
- 24 de febrero: Francisco Barón, escultor español (f. 2006).
- 26 de febrero: Robert Novak, periodista estadounidense (f. 2009).[26]
- 28 de febrero: Gavin MacLeod, actor, activista y autor cristiano estadounidense (f. 2021).

### Marzo
- 2 de marzo: 
  - Mijaíl Gorbachov, abogado y político ruso. (f. 2022).
  - Emma Penella, actriz española (f. 2007).
- 5 de marzo: Fred, autor de historietas francés, creador de Philémon (f. 2013).
- 9 de marzo: 
  - Gilles Perrault, escritor y periodista francés (f. 2023).
  - León Febres Cordero, político y presidente ecuatoriano (f. 2008).
- 11 de marzo: Rupert Murdoch, empresario estadounidense de origen australiano.
- 13 de marzo: Aurora Molina, actriz española (f. 2004).
- 21 de marzo: 
  - Alda Merini, poeta italiana (f. 2009).
  - Richard Ratsimandrava, político y presidente de Madagascar (f. 1975).
- 22 de marzo: 
  - José Martínez Queirolo,  dramaturgo, narrador y poeta ecuatoriano (f. 2008).
  - William Shatner, actor canadiense.
- 23 de marzo: Víktor Korchnói, ajedrecista soviético (f. 2016).
- 25 de marzo: 
  - Encarna Paso, actriz española (f. 2019).
  - Julio César Trujillo, abogado y político ecuatoriano (f. 2019).
- 26 de marzo: Leonard Nimoy, actor estadounidense (f. 2015).
- 29 de marzo: Alekséi Gúbarev, cosmonauta soviético (f. 2015).

### Abril
- 5 de abril: Héctor Olivera, director y guionista argentino.
- 6 de abril: 
  - Ram Dass, escritor estadounidense (f. 2019).
  - John Gavin, actor estadounidense (f. 2018).
- 8 de abril: Jaime Ostos, torero español. (f. 2022).
- 12 de abril: 
  - Chico Anysio, actor y humorista brasileño (f. 2012).
  - Ricardo Romero, músico y cantante argentino, del grupo Los Cinco Latinos.
- 11 de abril: José María Ruiz-Mateos, empresario y político español (f. 2015).
- 13 de abril: Dan Gurney, piloto y dueño de equipo de automovilismo estadounidense (f. 2018).
- 15 de abril: Tomas Tranströmer, poeta sueco (f. 2015).
- 22 de abril: Fernando Gómez Agudelo, abogado colombiano (f. 1993).
- 27 de abril: Ígor Óistraj, violinista ucraniano (f. 2021).

### Mayo
- 4 de mayo: Gennadi Rozhdéstvenski, director de orquesta y músico ruso (f. 2018).
- 7 de mayo: 
  - Ricardo Legorreta, arquitecto mexicano  (f. 2011).
  - Ingvar Wixell, barítono sueco (f. 2001).
- 10 de mayo: Ichirō Nagai, seiyū japonés (f. 2014).
- 16 de mayo: Magda Guzmán, actriz mexicana (f. 2015).
- 19 de mayo: Bob Anderson, piloto británico de automovilismo (f. 1967).
- 21 de mayo: César Augusto Coto Umaña, escritor, poeta, compositor musical y diplomático hondureño.
- 23 de mayo: José Luis Coll, escritor, humorista y actor español (f. 2007).
- 25 de mayo: Gueorgui Grechko, cosmonauta soviético (f. 2017).
- 28 de mayo: Carroll Baker, actriz estadounidense de origen polaco.
- 30 de mayo: Antonio Gamoneda, poeta español, premio cervantes 2006.

### Junio
- 3 de junio: Raúl Castro, presidente de la República de Cuba en 2008–2018, el primer secretario del Partido Comunista de Cuba en 2011–2021.
- 17 de junio: John Baldessari, artista conceptual estadounidense (f. 2020).
- 24 de junio: Irma Palmieri, actriz y humorista venezolana (f. 2015).
- 27 de junio: Martinus J. G. Veltman, físico estadounidense (f. 2021).
- 29 de junio: Pedro Miguel Barreda Marcos, escritor e historiador español (f. 2016).
- 30 de junio: Pompeyo Davalillo, beisbolista y entrenador venezolano (f. 2013).

### Julio
- 1 de julio: Leslie Caron, actriz francesa.
- 1 de julio: Seyni Kountché, jefe de Níger en 1974–1987 (f. 1987).
- 3 de julio: Elia Espen, activista argentina por los derechos humanos.
- 7 de julio: Mario Barrientos, tenor dramático chileno (f. 2023).
- 10 de julio: Jerry Herman, compositor y letrista estadounidense (f. 2019).
- 14 de julio: Helga Liné, actriz alemana afincada en España.
- 18 de julio: Héctor Schmucler, sociólogo y semiólogo argentino (f. 2018).
- 18 de julio: Walter Vidarte, actor uruguayo (f. 2011).
- 19 de junio: Juan Carlos Moreno, guitarrista y cantante folclórico argentino, de Los Fronterizos.
- 22 de julio: Guido de Marco, político maltés (f. 2010).
- 22 de julio: Ernesto Frimón Weber, policía y torturador argentino, condenado a cadena perpetua por crímenes de lesa humanidad (n. 1931).[27](f 2024)
- 23 de julio: Arata Isozaki, arquitecto japonés (f. 2022).
- 24 de julio: Ermanno Olmi, cineasta italiano (f. 2018).
- 29 de julio: Jorge Edwards, escritor, periodista y diplomático chileno (f. 2023).

### Agosto
- 9 de agosto: Mário Zagallo, exfutbolista y entrenador brasileño (f. 2024).
- 11 de agosto: William Niehous, empresario estadounidense (f. 2013).
- 17 de agosto: Luisín Landáez, cantante venezolano (f. 2008).
- 30 de agosto: Jōji Yanami, seiyū japonés (f. 2021).

### Septiembre
- 1 de septiembre: Raúl Araiza, actor, director y productor de cine y televisión mexicano (f. 2013).
- 3 de septiembre: José de Torres Wilson, historiador uruguayo (f. 1999).

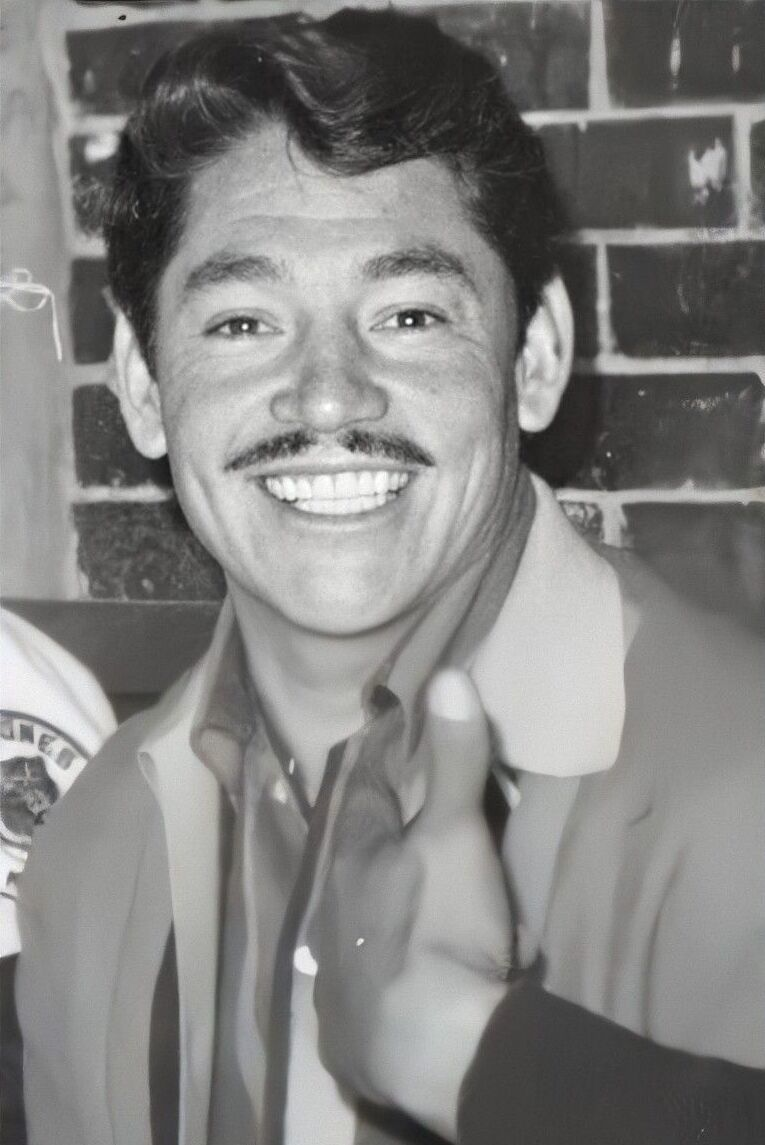
Javier Solís

- 4 de septiembre: Javier Solís, cantante y actor mexicano (f. 1966).
- 5 de septiembre: Anabel Gutiérrez, actriz mexicana (f. 2022).
- 7 de septiembre: José Luis Núñez, empresario español (f. 2018).
- 11 de septiembre: Francisco Merino, actor español (f. 2022).
- 16 de septiembre: Silvia Pinal, actriz y política mexicana (f. 2024).
- 17 de septiembre: Anne Bancroft, actriz estadounidense (f. 2005).
- 24 de septiembre: 
  - Alberto Anchart, actor argentino (f. 2011).
  - Mike Parkes, piloto de automovilismo británico (f. 1977).
- 29 de septiembre: Anita Ekberg, actriz sueca (f. 2015).
- 30 de septiembre: Angie Dickinson (Angeline Brown), actriz estadounidense de cine y televisión (Mujer policía).

### Octubre
- 1 de octubre: Sylvano Bussotti, compositor italiano (f. 2021).
- 12 de octubre: Ricardo Irarrázaval, pintor y ceramista chileno.
- 13 de octubre: Raymond Kopa, futbolista polaco-francés (f. 2017).
- 14 de octubre: Rafael Puyana, clavecinista colombiano (f. 2013).
- 15 de octubre: Freddy Cole, músico estadounidense de jazz (f. 2020).
- 19 de octubre: Manolo Escobar, cantante y actor español (f. 2013).
- 19 de octubre: John le Carré, novelista británico (f. 2020).
- 25 de octubre: 
  - Annie Girardot, actriz francesa (f. 2011).
  - Fernando García de la Vega, espresario y realizador de TV español.
- 28 de octubre: Analía Gadé, actriz hispanoargentina (f. 2019).
- 29 de octubre: Vaali (T. S. Rangarayan), letrista, poeta y escritor indio en idioma tamil (f. 2013).
- 31 de octubre: Sergio Obeso Rivera, cardenal mexicano (f. 2019).

### Noviembre
- 1 de noviembre: 
  - Shunsuke Kikuchi, músico y compositor japonés (f. 2021).
  - Manuel Ocampo, bailarín, coreógrafo y docente guatemalteco (f. 2009).
- 2 de noviembre: 
  - Mariano Gambier, arqueólogo argentino (f. 2006).
  - María Fernanda D'Ocón, actriz española (f. 2022).
- 3 de noviembre: Monica Vitti, actriz italiana (f. 2022).
- 5 de noviembre: Alberto Rosales, filósofo venezolano.
- 6 de noviembre: Peter Collins, piloto de automovilismo británico (f. 1958).
- 9 de noviembre: Fabio Gadea Mantilla, periodista y político nicaragüense.
- 10 de noviembre: Hugo García Robles, escritor, gastrónomo y crítico de arte uruguayo (f. 2014).
- 13 de noviembre: Inés Fernández, actriz y cantante argentina (f. 2009).
- 14 de noviembre: Mariano Rubio, economista español (f. 1999).
- 16 de noviembre: Luciano Bottaro, historietista cómico italiano (f. 2006).
- 23 de noviembre: Héctor Jaramillo, cantante ecuatoriano.
- 26 de noviembre: Adolfo Pérez Esquivel, arquitecto, artista y pacifista argentino, premio nobel de la paz.
- 28 de noviembre: Joan Guinjoan, compositor español (f. 2019).
- 29 de noviembre: Fernando Guillén, actor español (f. 2013).

### Diciembre
- 1 de diciembre: George Maxwell Richards, presidente de Trinidad y Tobago (f. 2018).
- 4 de diciembre: Rodolfo Cholo Montironi, bandoneonista, director de orquesta, arreglador y compositor tanguero argentino.
- 5 de diciembre: Julia Martínez, actriz española.
- 10 de diciembre: Gonzalo Anes Álvarez, economista e historiador español (f. 2014).
- 18 de diciembre: Esperanza Vera, impresora venezolana (f. 2018).
- 22 de diciembre: Raul Xiques, actor cubano-venezolano
- 24 de diciembre: Mauricio Kagel, compositor argentino (f. 2008).
- 28 de diciembre: Guy Debord, filósofo, escritor y cineasta comunista francés.(f.1994).

## Fallecimientos

### Enero
- 13 de enero: Jesús María Semprúm, poeta, narrador, cronista, ensayista y padre de la crítica literaria en Venezuela (n. 1882).
- 15 de enero: Erik Leonard Ekman, botánico y explorador sueco (n. 1883).
- 23 de enero: Anna Pávlova, primera bailarina rusa (n. 1881).

### Febrero
- 1 de febrero: Severino Di Giovanni, anarquista ítalo-argentino (n. 1901).
- 3 de febrero: Joseph Joffre, militar francés (n. 1852).
- 18 de febrero: Archibald Stirling, militar escocés y exmiembro del Parlamento Británico (n. 1867)
- 23 de febrero: Nellie Melba, cantante de ópera australiana (n. 1861).
- 26 de febrero: Otto Wallach, químico alemán, premio nobel de química en 1910 (n. 1847).

### Marzo
- 7 de marzo: Theo Van Doesburg, artista neerlandés (n. 1883).
- 11 de marzo: F. W. Murnau, cineasta alemán.
- 25 de marzo: Ida B. Wells, activista estadounidense (n. 1862).

### Abril
- 8 de abril: Erik Axel Karlfeldt, poeta sueco, premio nobel de literatura en 1931 (n. 1864).
- 10 de abril: Lisandro Alvarado, médico, naturalista, historiador, etnólogo y lingüista venezolano (f. 1858).
- 10 de abril: Khalil Gibrán, poeta, pintor, novelista y ensayista libanés (n. 1883).
- 26 de abril: George H. Mead, filósofo estadounidense (n. 1868).

### Mayo
- 9 de mayo: Albert Michelson, físico estadounidense, premio nobel de física en 1907 (n. 1852).

### Junio
- 4 de junio: Husayn ibn Ali (jerife de La Meca), emir y jerife de La Meca y rey de Hiyaz (n. 1853/4).
- 22 de junio: Armand Fallières, presidente de Francia en 1906–1913 (n. 1841).

### Julio
- 12 de julio: Nathan Söderblom, eclesiástico sueco, premio nobel de la paz en 1930 (n. 1866).
- 21 de julio: Jimmy Blythe, pianista y compositor de blues (n. 1901).
- 22 de julio: Jorge Tamayo Gavilán, anarquista chileno (n. 1902).
- 25 de julio: Ángel Darío Acosta Zurita, sacerdote mexicano (n. 1908).
- 27 de julio: Jacques Herbrand, matemático francés (n. 1908).

### Agosto
- 14 de agosto: Francisco Vega de los Reyes (26), torero español (n. 1904).
- 26 de agosto: Osachi Hamaguchi, primer ministro de Japón en 1929–1931 (n. 1870).

### Septiembre
- 2 de septiembre: Antolín Robles y Lugo, destacado abogado y político peruano (n. 1853).
- 5 de septiembre: John Thompson, futbolista escocés (n. 1909).
- 18 de septiembre: Geli Raubal, sobrina de Adolf Hitler (n. 1908).

### Octubre
- 2 de octubre: Jaime de Borbón, aristócrata español, aspirante carlista al trono de España.
- 16 de octubre: Luis Linares Becerra, dramaturgo y periodista español (n. 1887).
- 17 de octubre: Ovidio Rebaudi, químico paraguayo fallecido en Buenos Aires.
- 18 de octubre: Thomas Alva Edison inventor y empresario estadounidense (n. 1847).
- 21 de octubre: Arthur Schnitzler, médico y escritor austriaco (n. 1862).

### Noviembre
- 4 de noviembre: Buddy Bolden, trompetista estadounidense (n. 1877).

### Diciembre
- 26 de diciembre: Melvil Dewey, bibliotecario estadounidense, creador del sistema Dewey de clasificación (n. 1851).
- 27 de diciembre: José Figueroa Alcorta, político argentino (n. 1860).

## Arte y literatura
- 15 de mayo: Papa Pío XI Promulga la Encíclica Quadragesimo Anno.
- 3 de junio: España: se declara monumento histórico-artístico al palacio de los Marqueses de Ayerbe.
- 13 de agosto: Argentina: se establece la Academia Argentina de las Letras.
- España: Federico García Lorca crea La Barraca, grupo de teatro universitario con el que representó obras clásicas en numerosos pueblos españoles.
- Estados Unidos: Carl O. Sauer publica el ensayo Geografía cultural.
- París: Jean Arp publica el Manifiesto del arte concreto.
- Venezuela: Arturo Uslar Pietri escribe Las Lanzas Coloradas.
- España: César Vallejo edita la obra El tungsteno.
- España: aparece el primer número de A. C. Documentos de Actividad Contemporánea, revista de arquitectura vanguardista.
- España: Salvador Dalí pinta La persistencia de la memoria.
- Pearl S. Buck: La buena tierra.
- Agatha Christie: El misterio de Sittaford.
- William Faulkner: Santuario.
- Ilf y Petrov: El becerro de oro.
- Virginia Woolf: Las olas.
- Federico García Lorca: Así que pasen cinco años.
- Eugene O'Neill: A Electra le sienta bien el luto.

## Deporte

### Atletismo
- Del 24 al 26 de julio se celebra en Madrid y Barcelona, el XIV Campeonato de España, el primero en el que compiten mujeres en España.

### Fútbol
- 6 de abril: en Granada (España) se funda el Granada Club de Fútbol.
- 31 de mayo: da comienzo el primer campeonato profesional de fútbol en la República Argentina. El ganador es Boca Juniors.
- Primera división española: triple empate entre Athletic de Bilbao, Real Racing Club y Real Sociedad que se salda con la victoria de los bilbaínos. El Barcelona queda cuarto con un punto menos que estos tres equipos.
- Torneo Internacional de París

## Cine
- Anna Christie (Anna Christie), de Jacques Feyder (con Greta Garbo).
- Chantaje (Hush Money), de Sidney Lanfield.
- Douro, Faina Fluvial (Douro, Faina Fluvial), de Manoel de Oliveira.
- Drácula (película) (Dracula), de Tod Browning (con Béla Lugosi).
- El campeón (Champ), de King Vidor.
- Esposas de Médicos (Doctor's wives), de Frank Borzage.
- Frankenstein (Frankenstein), de James Whale (con Boris Karloff).
- Hampa dorada (Little Caesar), de Mervyn LeRoy.
- Juego sucio (The skin game), de Alfred Hitchcock.
- La Tierra (película), último filme silente de la Unión Soviética de Alexandr Dovzhenko.
- Las calles de la ciudad (City streets), de Rouben Mamoulian.
- Luces de la ciudad (City lights), primera película sonora de Charles Chaplin.
- M (M), de Fritz Lang.
- Many a Slip (Many a Slip), de Vin Moore.
- Mata Hari (Mata Hari), de George Fitzmaurice (con Greta Garbo).
- On Purge Bébé (On Purge Bébé), de Jean Renoir.
- Pistoleros de agua dulce (Monkey business), de Norman Z. McLeod.
- Santa de Antonio Moreno.
- Viva la libertad (À nous la liberté), de René Clair.

Se realiza el I Congreso Hispanoamericano de Cinematografía.

## Música
- Ígor Stravinski: Sinfonía de los Salmos.
- Ferde Grofé: Grand Canyon Suite.

## Premios Nobel
- Física: destinado al Fondo Especial de esta sección del premio.
- Química: Carl Bosch, Friedrich Bergius.
- Medicina: Otto Heinrich Warburg.
- Literatura: Erik Axel Karlfeldt.
- Paz: Jane Addams, Nicholas Murray Butler.